# L'última nit al Soho
L'última nit al Soho (títol original en anglès, Last Night in Soho) és una pel·lícula britànica de terror psicològic del 2021 dirigida i coescrita per Edgar Wright. Protagonitzada per Thomasin McKenzie, Anya Taylor-Joy, Matt Smith, Diana Rigg i Terence Stamp, marca les aparicions finals de Diana Rigg i Margaret Nolan, que van morir al setembre i octubre del 2020, respectivament. Està dedicada a la memòria de Rigg. Ha estat doblada al català per a TV3.

## Argument
A Eloise “Ellie” Turner li encanta la música i la moda de Swinging London i té el somni d'esdevenir una dissenyadora de moda. La seva mare, també dissenyadora, va suïcidar-se durant la infantesa d’Ellie. Ocasionalment, Ellie en veu el fantasma a miralls.
Ellie es muda de la seva casa rural prop de Redruth (Cornualla) a Londres, per tal d'estudiar a London College of Fashion, on té problemes per encaixar amb els seus companys, especialment amb la seva companya de pis Jocasta. Només John, un altre estudiant, simpatitza amb ella. Infeliç a la residència, Ellie s'instal·la a un llit a Goodge Place propietat de l'anciana Alexandra Collins.
Aquella nit Ellie té un somni vívid on es transporta en el temps als anys 60. Al Cafè de París observa una jove dona rossa, Sandie, preguntant per convertir-se en cantant al club. Sandie comença una relació amb l'encantador gestor Jack. El matí següent Ellie dissenya un vestit inspirat en Sandie i descobreix un xuclet al seu coll.
Ellie té un altre somni on Sandie, abans de tornar al mateix llit que l'Ellie ha llogat, fa una audició amb èxit a un club nocturn del Soho, arreglat per Jack. Inspirada per aquestes visions, Ellie es tenyeix el cabell de ros, canvia el seu estil perquè coincideixi amb el de Sandie, la fa servir com a inspiració per als seus dissenys i aconsegueix feina en un pub. Un home de cabells platejats la observa i reconeix les seves similituds amb Sandie. En altres somnis, l'Ellie descobreix que Sandie no està vivint la vida que esperava, i Jack comença a prostituir Sandie amb els seus socis de negocis masculins.
En la seva vida de vigília Ellie es veu pertorbada per aparicions monstruoses que s'assemblen a Jack i als homes que van maltractar Sandie, i fuig d'una festa de Halloween a la qual assisteix amb John després que els esperits la hi acostessin. John torna amb ella al seu llit, on Ellie té una visió de Jack assassinant a Sandie. Ellie decideix localitzar l'home de cabells platejats, que creu que és Jack. Va a la policia però no la prenen seriosament.
Ellie intenta trobar informes dels diaris sobre l'assassinat de Sandie a la biblioteca de la universitat però no té èxit. En canvi, troba històries d'homes que van desaparèixer sense traces. Esperits monstruosos l'envolten i gairebé apunyala Jocasta en pànic. Creient que ha de venjar Sandie, Ellie s'enfronta amb l'home de cabells platejats. Ell nega haver matat Sindie abans de ser atropellat per un taxi. La patrona del pub diu a Ellie que l'home no és Jack sinó un agent de policia jubilat anomenat Lindsay. Ellie el recorda dels seus somnis: com a viceoficial encobert va intentar ajudar Sandie a escapar de la seva vida de prostitució.
Devastada, Ellie intenta anar-se'n de Londres i John la porta de tornada a casa de la senyora Collins. Ellie informa la senyora Collins que se'n va. La senyora Collins li fa una tassa de te i li diu que un detectiu havia vingut preguntant sobre l'assassinat de Sandie abans de revelar que ella és en realitat Sandie i que en realitat va matar Jack en defensa pròpia quan ell la va amenaçar amb un ganivet. Llavors va atraure a la seva habitació els homes que l'havien prostituit i els va matar, amagant-ne els cossos sota els entarimats de la casa. La senyora Collins revela també que ha drogat el te d'Ellie i que té la intenció de matar-la per evitar que li digui a algú.
En una baralla, un cigarret del cendrer de la senyora Collins encén una capsa de discos. John ve en ajuda d'Ellie, però la senyora Collins l'apunyala. Ellie fuig a la seva habitació, on els esperits de les víctimes de Sandie supliquen que mati la senyora Collins, però ella s'hi nega. La senyora Collins entra a l'habitació de l'Ellie, on veu els esperits i és bufetejada pel fantasma de Jack. Amb la policia a fora, intenta intenta tallar-se la gola però Ellie l'atura, que li diu que ella entén perquè va matar als homes. La senyora Collins, com a Sandie, diu a Ellie que se salvi ella mateixa i a en John del foc creixent. La Sandie es queda a l'edifici mentre aquest crema.
Un temps més tard, Ellie gaudeix de l'èxit mentre els seus vestits es mostren en una desfilada de moda. La seva àvia i John, ara el seu xicot, la feliciten entre bastidors. L'Ellie veu l'esperit de la seva mare en un mirall i després una visió de Sandie, que la saluda i li fa un petó.

## Repartiment
- Thomasin McKenzie com a Eloise "Ellie" Turner, una aspirant a dissenyadora de moda que té visions del Londres dels anys 60.
- Anya Taylor-Joy com Alexandra "Sandie" Collins, una aspirant a cantant al Londres dels 60
- Diana Rigg com la gran Alexandra Collins, la patrona d'Ellie
- Matt Smith com a Jack, el mànager, xicot i proxeneta de Sandie
- Michael Ajao com a John, estudiant de moda i l'interès amorós d'Ellie
- Terence Stamp com a Lindsay, el cavaller de cabells platejats, un home gran que s'interessa per Ellie
- Sam Claflin com a Lindsay de jove
- Rita Tushingham as Margaret "Peggy" Turner, l'àvia d'Ellie
- Synnøve Karlsen com a Jocasta, companya de classe i de pis d'Ellie
- Jessie Mei Li as Lara Chung, companya de classe d'Ellie
- Pauline McLynn com a Carol, la cap d'Ellie
- Michael Jibson com a detectiu
- Lisa McGrillis com a detectiva
- Margaret Nolan com a cambrera sàvia
- James and Oliver Phelps com a guarda-robes

## Música
Algunes de les cançons van inspirar seqüències de la pel·lícula. Quan Wright va escoltar una versió de "Wade In The Water" per The Graham Bond Organisation (GBO) va començar a imaginar-se el primer somni. La majoria de cançons que es van escollir eren de la dècada dels 60 LINK. A Wright també li agradaven les cançons que “es fan famoses en un àmbit diferent”, igual que es fa servir "Got My Mind Set on You" original de James Ray, que la majoria de la gent coneix en la versió de George Harrison. I molta gent coneix "Happy House" perquè The Weeknd en va fer servir un sample". Taylor-Joy va interpretar "Downtown" de Petula Clark a la pel·lícula, dient: "No tots els dies et demanen que enregistris diverses versions d'una cançó icònica. Els sons dels anys 60 van ser el que primer em va fer enamorar de la música, així que Em va alegrar molt quan l'Edgar em va demanar que ho intentés". La banda sonora de la pel·lícula es va publicar en vinil doble.
| Núm. | Títol                                           | Artista                            | Durada |
| ---- | ----------------------------------------------- | ---------------------------------- | ------ |
| 1.   | «A World Without Love»                          | Peter & Gordon                     | 2:41   |
| 2.   | «Wishin' and Hopin'»                            | Dusty Springfield                  | 2:54   |
| 3.   | «Don't Throw Your Love Away]»                   | The Searchers                      | 2:16   |
| 4.   | «Beat Girl»                                     | The John Barry Orchestra           | 1:47   |
| 5.   | «Starstruck»                                    | The Kinks                          | 2:21   |
| 6.   | «You're My World»                               | Cilla Black                        | 2:59   |
| 7.   | «Wade in the Water (Live at Klooks Kleek)»      | The Graham Bond Organisation       | 2:47   |
| 8.   | «Got My Mind Set on You»                        | James Ray                          | 3:27   |
| 9.   | «(Love Is Like a) Heat Wave»                    | The Who                            | 1:58   |
| 10.  | «Puppet on a String»                            | Sandie Shaw                        | 2:22   |
| 11.  | «Land of 1000 Dances»                           | The Walker Brothers                | 2:35   |
| 12.  | «There's a Ghost in My House»                   | R. Dean Taylor                     | 2:23   |
| 13.  | «Happy House»                                   | Siouxsie and the Banshees          | 3:50   |
| 14.  | «(There's) Always Something There to Remind Me» | Sandie Shaw                        | 2:44   |
| 15.  | «Eloise»                                        | Barry Ryan                         | 5:45   |
| 16.  | «Anyone Who Had a Heart»                        | Cilla Black                        | 2:50   |
| 17.  | «Last Night in Soho»                            | Dave Dee, Dozy, Beaky, Mick & Tich | 3:17   |
| 18.  | «Neon»                                          | Steven Price                       | 3:07   |
| 19.  | «Downtown (A Capella) »                         | Anya Taylor-Joy                    | 1:19   |
| 20.  | «Downtown (Uptempo) »                           | Anya Taylor-Joy                    | 3:29   |
| 21.  | «You’re My World »                              | Anya Taylor-Joy                    | 3:03   |

† pista de partitura original

## Estrena
L'última nit al Soho havia d'estrenar-se el 25 de setembre de 2020, però a causa de la pandèmia de la COVID-19 la data d'estrena es va endarrerir fins al 23 d'abril de 2021. La pel·lícula ver rebre un segon endarreriment, aquesta vegada fins al 29 d'octubre de 2021